# 小山蛙
小山蛙（学名：Glandirana minima）为赤蛙科赤蛙屬的两栖动物，是中国的特有物种。分布于福建等地。该物种的模式产地在福建福清。